# نادي جروزالم أورموج لكرة اليد
نادي جروزالم أورموج لكرة اليد هو نادي كرة يد في سلوفينيا تأسس في 1957. يلعب في الدوري السلوفيني لكرة اليد.